# 藤井系統
藤井系統（ふじいシステム），是日本將棋振飛車中四間飛車的一種戰法，由將棋棋士藤井猛發明。其後，藤井猛也以此戰法獲得了1998年將棋大賞中的升田幸三賞。

## 概要
是藤井猛發明的四間飛車戰法，特別是作為居飛車穴熊對策十分受到注目，而藤井猛自身也作為此戰法的第一人活躍於棋壇。
如後述所敘，藤井系統可分為左美濃對策的和穴熊對策的藤井系統。後者的特徵即是當對手以圍穴熊為目標時便在對手完成之前挑起戰事，若是放棄穴熊選擇急戰仍可以圍玉的堅硬程度位處優勢。比起特定棋子的動法，自陣全體攻守的陣型組織更是其特徵，因此不被稱為「戰法」而是「系統」。
一直以來當居飛車選擇持久戰時，都會選擇像是5筋位取、玉頭位取，甚至從船圍發展成矢倉等發展系的圍玉，然而當雙方互相攻擊時，特別是在橫向的防守顯得較為脆弱。然而當左美濃、居飛車穴熊開始發達起來，居飛車得到了與振飛車同等甚至更堅固的圍玉，振飛車的勝率開始極端的下降。特別是在頂尖棋士間此現象格外明顯，像是羽生善治、森内俊之、佐藤康光、渡辺明等下居飛車穴熊時，除了佐藤後手的情況是0.588，其他七種都具有七成以上的高勝率，尤其羽生先後手合計時勝率已超越九成。（一般先手的勝率只有比5成再高一點點而已）
因此，不僅要想出左美濃．居飛車穴熊的對策，其對策中也要包含對付居飛車一直以來右銀急戰的方法。以藤井系統來說:
- 對左美濃時，不讓對手組成理想形，以直接進入玉頭戰為目標。
- 對居飛車穴熊時，從一開始就不讓對手圍玉，或者，以在對手完成圍玉之前開戰為目標。其中包含了不圍玉(居玉)就攻擊想圍穴熊的對手、從振飛車轉換回居飛車、甚至如同雀刺戰法一般將勢力集中於端等種種戰鬥方式。。

小林健二九段的Super四間飛車和杉本昌隆七段的研究都成了日後藤井系統的基礎。

## 變遷
藤井系統廣為人知之前，振飛車方普遍對急戰沒有自信，而左美濃、居飛車穴熊等居飛車圍玉戰法在對抗振飛車時十分有效，這些圍玉不僅堅固程度不遜於振飛車的美濃，而且只要一進入持久戰，振飛車方就只有挨打的份，振飛車方對此一直缺乏對策，振飛車黨棋士也越來越少。青野照市引用森下卓的話如是說：「忙著研究矢倉都來不及了，對振飛車，穴熊和左美濃輪流用一用就好了。」
身為振飛車黨，喜愛四間飛車的藤井猛發現，對左美濃戰中，振飛車方常出現銀冠。1995年全日本職業棋士將棋錦標賽（之後的朝日杯將棋選手權戰）藤井猛對行方尚史一戰中，他便嘗試在圍玉途中（2七銀．3九玉．4七金．4九金）把飛車移回右翼，殺向左美濃玉頭，這局被收錄在河口俊彥的《新對局日誌》中。此後，類似的構想也被林葉直子使用過。雖然是藤井系統登場前的紀錄，攻擊左美濃玉頭的構想卻是共通的。

### 對左美濃的藤井系統
| △持駒 無▲持駒 無 藤井系統對左美濃 |

左美濃──特別是天守閣美濃──的特殊布局過去對振飛車黨來說特別難以攻略，而藤井系統最初就是對抗左美濃時發明的。
飛車突破防線後，雖然是進入橫向攻擊，但相較於振飛車方在第一、二段的王將，居飛車方的王將在第三段，這使側面攻擊需要花費更多手數，成為振飛車方大多敗北的原因。因此，藤井系統判定，不應該從側面攻擊天守閣美濃，反而應該縱向狙擊其弱點：玉頭。
把王將置於3九（7一），把步兵推到4五（6五），不讓對手組出理想的高美濃，接著，依序推進2六步（8四步）、2五步（8五步）以攻擊玉頭。然而，過早推進這枚步兵的話，會被對手以5三角（5七角）狙擊，因此在使用時必須十分周到。島朗就曾在NHK杯對上後手藤井系統時，使用▲5七角狙擊，然後開始硬組高美濃，在殺破藤井系統使用方桂頭後獲勝。常見的局面是突出5六步（5四步），轉換成三間飛車，之後把角行拉下到6八（4二）直指玉頭，並與桂馬一同攻擊。單單▲2五步△同歩▲同桂就已經是很凶狠的手段了，而當對手角行不在3一（7九）時，對手若不把銀將拉下至2二（8八）（因為有▲2四步），便會留有直通的角道，因此居飛車方必須隨時提心吊膽。
因為這是非常完備的戰法，在職業棋士對局中左美濃已經不再出現了。

### 對穴熊的藤井系統
| △羽生善治 持駒 無▲屋敷伸之 持駒 無 1997年度NHK杯戰第31手 |

現今的藤井系統中，主流變化是為對付居飛車穴熊而做的新研究。在居飛車穴熊完成前，以角道縱向攻擊為主軸，並兼備應付居飛車方急戰的對策。藤井猛發現，雖然花兩手突出1五步（9五步）在急戰中常被認為浪費手數，但在終盤時，因為己方圍玉比敵方寬廣，端筋（最旁邊的直行）空出了逃生通道，因此作戰餘地大幅增加。突出端筋步兵後，不圍玉，直接開始攻擊。當居飛車方走1二香（9八香）企圖圍玉時，己方便以2五桂（8五桂）6五步（4五步）開角道攻擊。後手急攻的話，就走4八玉（6二玉）3九玉（7一玉）向美濃演化。
因為陣型非常有特色，模仿並不那麼容易，即使是職業棋士也很難運用自如，因此有道是「不是藤井就下不好藤井系統」。
| △井上慶太 持駒 步▲藤井猛 持駒 無 1995年度B級2組順位戰第29手 | △持駒 無▲持駒 無 対穴熊的藤井系統 |

此系統在1995年12月22日藤井猛對井上慶太戰問世，47手後，對手井上便投降了。但藤井系統並沒有馬上成名，1997年NHK杯戰中，屋敷伸之對羽生善治下出類似棋形時，羽生感覺己方王將似乎遭到斜線攻擊，因而陷入長考是否要組居飛車穴熊，當時解說的田中寅彥也不斷發出驚嘆，結果羽生在下一手走△3二玉移回王將。
1998年，藤井以這個戰法從谷川浩司手中奪取龍王寶座，振飛車因而復活重新席捲將棋界，其後的頭銜戰中也開始出現其他的振飛車戰法。

### 藤井系統與千禧圍
| 千禧圍駒組一例 |

面對藤井系統時，居飛車方很難組穴熊，許多對策也因應而生。其中之一便是西元2000年出現的千禧圍。雖然堅硬程度不及穴熊，但因為王將被圍在2一的位置，可以避開對手角行直射。
一直以來振飛車方都是靠角道瓦解穴熊，包括近年開發的三間飛車中田功XP也是以角道威脅居飛車方王將，然而，千禧圍打從一開始就避開角道，多少削弱了這些系統的威脅。
雖然千禧圍讓藤井系統面臨意外的困境，但因為手數更多，又不比穴熊堅固，可能在圍玉時反被振飛車方圍出穴熊，最後仍未成為對抗藤井系統的良方。因此這個圍玉在數年之間已完全絕跡。

### 新的對策與藤井系統的進化
因為藤井系統攻守兼備，居飛車方的理想對策是：不先確定要穴熊還是急戰，根據振飛車方藤井系統的動靜，決定要選擇哪種陣型。面對這個趨勢，振飛車方也開始保留▲6七銀和▲1五步（只下到▲7八銀和▲1六步），把接下來2手用作▲4八玉▲3九玉圍玉，因此身為藤井系統特徵的「把第1行步突出到底」和「居玉」都消失了，也因此有「藤井系統已經消失」的說法。再加上對藤井系統的研究已經深入許多，結論是後手藤井系統不利，對先手藤井系統也大多可以勢均力敵的戰鬥。。從2004年起，職業棋士之間以居飛車對抗藤井系統的對局也越來越少，取而代之的是相振飛車的流行。
藤井自身也仍然不斷在摸索，2008年時嘗試將矢倉投入相振飛車實戰當中，當時的《週刊将棋》上以「轉向矢倉黨」介紹了這個現象。。雖然藤井自身也表現出藤井系統「形式上的退場」，但實際上他並未捨棄藤井系統，而是以「搞不好甚麼時候又會把它放進一軍喔」來看待。。事實上，藤井在2012年時也各在先手與後手時下出藤井系統，在第53期王位戰挑戰者決定循環賽中，打敗高橋道雄和牧野光則，挑戰者決定戰則打敗渡邊明，取得了挑戰羽生王位的挑戰權。2014年5月12日的王位戰上，雖然終盤有些遲疑，藤井仍然擊破了使用居飛車穴熊的木村。也顯示了藤井雖然從A級陷落，仍然沒有怠慢將棋研究。

## 外部連結
- 関西将棋会館 ビギナーズ戦法事典 藤井システム （页面存档备份，存于）　リンク切れ
- 将棋タウン 勝手に考察文 藤井システム